# Eparchia di Korsun

La cattedrale della Trinità di Parigi.

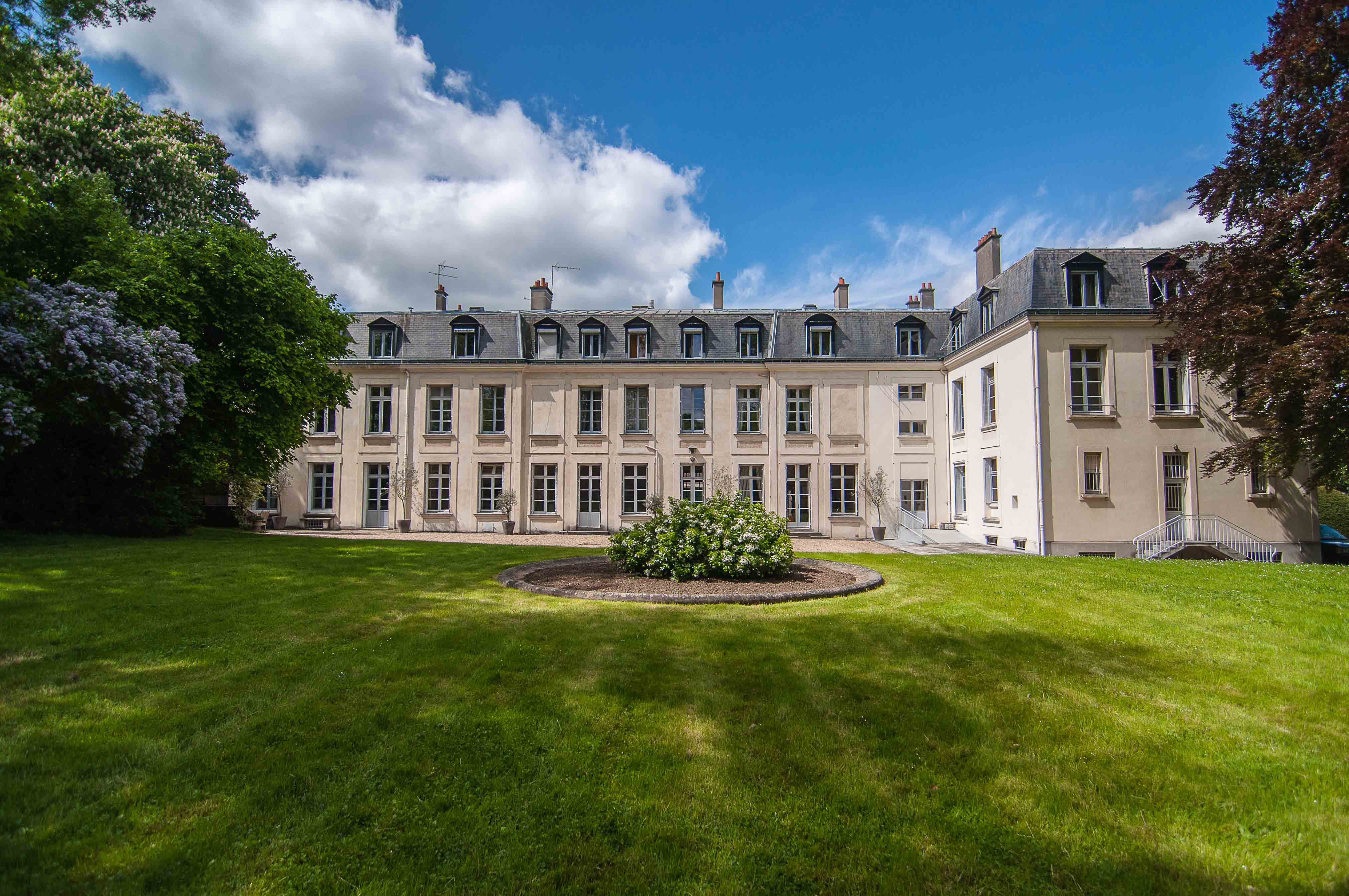
Il seminario teologico russo di Francia a Épinay-sous-Sénart.

L'eparchia di Korsun (in russo Корсунская епархия?; in francese Diocèse de Chersonèse) è una eparchia della Chiesa ortodossa russa, appartenente all'Esarcato patriarcale dell'Europa occidentale. L'eparchia prende il nome dall'antica città bizantina di Chersoneso Taurica.
Su parte dello stesso territorio insistono altre due diocesi di tradizione russa:
- l'Arcieparchia delle parrocchie di tradizione russa dell'Europa occidentale, direttamente sottomessa al patriarca di Mosca, con sede a Parigi;
- l'Eparchia di Londra e dell'Europa occidentale, della Chiesa ortodossa russa fuori dalla Russia, con sede a Londra.

## Territorio
L'eparchia estende la sua giurisdizione sui fedeli ortodossi russi presenti in Francia, Svizzera, Liechtenstein e Monaco.
Sede eparchiale è la città di Parigi, dove si trova la cattedrale della Santissima Trinità.
L'eparca in carica ha il titolo ufficiale di «metropolita di Korsun e dell'Europa occidentale», a capo dell'esarcato patriarcale dell'Europa occidentale. Dal 13 ottobre 2022 l'eparca è Nestor Sirotenko.

## Storia
L'eparchia di Korsun è stata creata il 5 gennaio 1960 nell'ambito dell'esarcato del patriarcato di Mosca in Europa occidentale.
Con decisione del Santo Sinodo della Chiesa ortodossa russa del 30-31 gennaio 1990, l'esarcato dell'Europa occidentale fu abolito e le eparchie che ne facevano parte, inclusa Korsun, furono subordinate direttamente al Patriarca e al Santo Sinodo.
Il 27 dicembre 2007 le parrocchie russe in Italia furono scoporate dall'eparchia di Korsun ed erette in giurisdizione separata con un proprio vescovo.
Il 15 aprile 2008 fu aperto il seminario teologico ortodosso a Épinay-sous-Sénart, nei pressi di Parigi.
Il 25 dicembre 2013 è stato approvato il progetto per la costruzione di una cattedrale ortodossa e di un centro spirituale e culturale russo a Parigi. L'inaugurazione ufficiale del centro spirituale e culturale ha avuto luogo il 19 ottobre 2016, mentre il 4 dicembre il patriarca Cirillo I di Mosca ha consacrato la cattedrale della Santissima Trinità.
Il 28 dicembre 2018 l'eparchia ha ceduto una porzione di territorio a vantaggio dell'erezione dell'eparchia di Spagna e Portogallo. Contestualmente è stato restaurato l'esarcato patriarcale dell'Europa occidentale, di cui l'eparchia di Korsun ne è divenuta parte.